# Niederschlagung (öffentlich-rechtliche vollstreckbare Forderung)
Eine Niederschlagung ist
- eine verwaltungsinterne Maßnahme,
- eine verwaltungsorganisatorische Anordnung der Abstandnahme von weiterer Beitreibung öffentlich-rechtlicher Forderungen nach erfolgloser Vollstreckung,
- eine Maßnahme zur Vermeidung unnötigen und unverhältnismäßigen Verwaltungsaufwands.[1]

## Begriff
Die Vollstreckungsanweisung fasst das so zusammen: „Ansprüche aus dem Steuerschuldverhältnis (§ 37 Abgabenordnung (AO)) sollen niedergeschlagen werden, wenn feststeht, dass die Einziehung keinen Erfolg haben wird oder wenn die Kosten der Einziehung außer Verhältnis zu dem Betrag stehen (§ 261 AO). Dies gilt auch für Ordnungsgelder sowie für Kosten auf Grund von Bescheiden der Finanzbehörden im Bußgeld verfahren (§ 412 Abs. 2, 3 AO).“
Dogmatisch ist die Niederschlagung in Abgrenzung zum Erlass auf Otto Mayer zurückzuführen.

## Tatbestandsvoraussetzungen
Die mit § 156 Abs. 2 AO identischen Tatbestandsvoraussetzungen sind alternativ gefasst:

### Absehbare Erfolglosigkeit weiterer Beitreibung
Im Zuge der Massenverwaltung öffentlich-rechtlicher Forderungen ist es zwingendes Gebot der Verwaltungsökonomie, nach Ausbringung sämtlicher kurzfristig realisierbarer Vollstreckungsmöglichkeiten die Intensität der Beitreibungsbemühungen einschließlich der Überwachung des Forderungsbestandes auf ein Minimum zu reduzieren, da die für die Vollstreckung zuständigen Dienstkräfte gehalten sind, das Gros personeller und sachlicher Kapazität auf die Vollstreckung der nach Fälligkeit jungen, neuen Vollstreckungsfälle zu verwenden.
Aus diesem Grund fordert § 261 AO i. V. m. § 5 AO im Rahmen des der Verwaltung eingeräumten Ermessens die permanente Prüfung und Entscheidung über die Wirtschaftlichkeit weiterer Intensivbearbeitung schon erschöpfend beigetriebener Fälle.
Die Niederschlagung nahelegende Sachverhalte lassen sich in nachfolgender Typologie einordnen:

### Vollstreckungsimmanente fallspezifische Gründe

#### Wohnsitzaufgabe des Schuldners
Der Schuldner hat seinen bisherigen Wohnsitz ohne Angabe seiner neuen Anschrift aufgegeben bzw. ist mit unbekanntem Wohnsitz ins Ausland gezogen.

#### Vergebliche Vollstreckung
Nach Ausschöpfung aller Sachverhaltsermittlungsmaßnahmen gem. § 249 Abs. 2, § 88 AO einschließlich Kontenabrufs mit nachfolgender Beitreibung und hinreichendem Zeitablauf ohne Zahlung ist mit keinem zeitnahen Geldfluss mehr zu rechnen. Hierzu gehört auch der Betrieb eines absehbar langwierigen Zwangsversteigerungsverfahrens.

#### Kosten der Einziehung
Wann die Kosten der Einziehung außer Verhältnis zu dem Betrag stehen, muss von Fall zu Fall entschieden werden; eine allgemein gültige Regel besteht nicht. Abschnitt 15 Abs. 1 Satz 2 der Vollstreckungsanweisung führt hierzu aus: 
„Im Regelfall kann davon ausgegangen werden, dass die Kosten der Einziehung außer Verhältnis zu dem geschuldeten Betrag stehen, wenn
1. die Summe der rückständigen Beträge weniger als fünfundzwanzig Euro beträgt, es sei denn, der Vollstreckungsauftrag kann zusammen mit Vollstreckungsaufträgen gegen andere Vollstreckungsschuldner ohne übermäßigen Zeitaufwand ausgeführt werden,
2. die Summe der rückständigen Beträge weniger als zweihundertfünfzig Euro beträgt, die Vollstreckung in das bewegliche Vermögen durch den Vollziehungsbeamten erfolglos verlaufen ist und andere Vollstreckungsmöglichkeiten, zum Beispiel Lohn- oder Kontenpfändungen, auch nach Auswertung der Steuerakten, nicht ersichtlich sind,
3. die Summe der rückständigen Beträge weniger als zweihundertfünfzig Euro beträgt, der Vollstreckungsschuldner aber unbekannt verzogen ist, Aufenthaltsermittlungen bei den zuständigen Behörden ergebnislos verlaufen sind und im übrigen auch keine Vollstreckungsmöglichkeiten nach Nummer 2 bestehen.“

### Vollstreckungsexterne Gründe

#### Schulden bei anderen staatlichen Stellen
Nach positiver Kenntnis der Vollstreckungsbeamten hat der Schuldner bei anderen Finanzämtern oder anderen Behörden erhebliche, schon niedergeschlagene Verbindlichkeiten.

#### Tod des Schuldners
Der Schuldner ist verstorben und hat kein vollstreckungslohnendes Vermögen hinterlassen (Erbausschlagung), bzw. die Erbenermittlung mit nachfolgender Rechtsnachfolgerinanspruchnahme mit gesonderten Leistungsgebot, wenn der zu vollstreckende Verwaltungsakt gegen den Rechtsnachfolger Wirkung entfaltet, ohne dem Erben vorher bekanntgegeben worden zu sein (§ 254 Abs. 1 Satz 4 i. V. m. § 45 AO, Abschn. 19 Abs. 1 Satz 3 VollstrA).

#### Anhängiges Insolvenzverfahren
Dem Schuldner gegenüber ist gem. § 240 ZPO ein Insolvenzverfahren eröffnet worden; gem. § 251 Abs. 2 AO besteht ein absolutes Einzelvollstreckungsverbot (Ausnahme: rechtshängige Zwangsversteigerungen, Zwangsverwaltungen bzw. Beitreibungen aufgrund vollstreckbarer dinglicher Sicherheiten an Grundstücken bzw. grundstücksgleichen Rechten)

#### Abgabe der eidesstattlichen Versicherung
Der Schuldner hat schon die eidesstattliche Versicherung gem. § 802c Abs. 3 ZPO oder nach § 284 Abs. 3 AO abgegeben. Aufgrund des Protokolls steht fest, dass der Schuldner über keine beitreibbaren Vermögensgegenstände bzw. Einkünfte verfügt.

## Rechtsfolgen

### Bestand der Forderung
Die Niederschlagung ist eine verwaltungsinterne Maßnahme; sie hat nicht die Qualität eines Verwaltungsaktes gemäß § 118 AO bzw. § 35 Verwaltungsverfahrensgesetz.
Die Niederschlagung wirkt sich, anders als der Erlass nicht auf den Bestand der Forderung aus. Die Forderung bleibt uneingeschränkt vollstreckbar; sie kann jederzeit bis zum Eintritt der Zahlungsverjährung gem. § 229 AO neu beigetrieben werden.
Ein subjektives Recht auf Niederschlagung besteht nicht, mithin ist der Schuldner durch Vornahme/Nichtvornahme der Niederschlagung nicht beschwert.

### Mögliche Verfahrensentscheidungen

#### Fortlaufende Verjährungsüberwachung
Gem. Abschnitt 17 Abs. 1 Vollstreckungsanweisung hat in Fällen der Niederschlagung wegen mangelnder Erfolgsaussicht der Vollstreckung die Vollstreckungsstelle – insbesondere bei größeren Rückständen – stichprobenweise vor Eintritt der Verjährung die Vermögens- und Einkommensverhältnisse des Vollstreckungsschuldners zu prüfen (Abschnitt 20 Abs. 2), gegebenenfalls die Verjährung durch Maßnahmen nach § 231 AO zu unterbrechen und die Vollstreckung fortzusetzen. Auf eine Überwachung kann verzichtet werden, sobald feststeht, dass mit einer künftigen Realisierung der Ansprüche mit Sicherheit nicht mehr zu rechnen ist, z. B. im Falle des Nachlassinsolvenzverfahrens oder der aufgelösten Gesellschaft ohne Haftungsschuldner.

#### Sofortiger Verzicht auf Verjährungsüberwachung
In eindeutig nicht mehr erfolgreich beitreibbaren Fällen – z. B. Schuldner verstorben, Erben haben das Erbe infolge Nachlassüberschuldung ausgeschlagen – kann der öffentlich-rechtliche Gläubiger auf die Überwachung des Eintritts der Verjährung verzichten. Ist anzunehmen, dass die Einziehung wegen der wirtschaftlichen Verhältnisse der Schuldnerin bzw. des Schuldners (zum Beispiel mehrmalige fruchtlos gebliebene Vollstreckungen) oder aus anderen Gründen (zum Beispiel Tod, Auswanderung, Auflösung einer juristischen Person) dauernd ohne Erfolg bleiben wird, so darf von einer weiteren Verfolgung des Anspruchs abgesehen werden (unbefristete Niederschlagung). Dasselbe gilt, wenn anzunehmen ist, dass die Kosten der Einziehung im Verhältnis zur Höhe des Anspruchs zu hoch sind. Zu den Kosten zählt neben den Ausgaben, die durch die Einziehung unmittelbar entstehen, auch der anteilige sonstige Verwaltungsaufwand.

## Funktion der Niederschlagung

### Organisation

#### Sachgerechte Ressourcenverwendung
Innerbehördlich gewährleistet die Niederschlagung die sachgerechte Verwendung begrenzter Verwaltungsressourcen zu den Vollstreckungsfällen unterschiedlicher Qualität und Bonität.

#### Kontrolle des Steuererhebungsauftrags
Mit der Beobachtung und Auswertung der Vollstreckungs- und Niederschlagungstätigkeit in der Behörde hat die Leitung der Abteilung bzw. die Amtsleitung ein wirksames Überwachungsinstrument wegen der zu gewährleistenden Zeitnähe zwischen dem Datum der Vollstreckungsrückstandsanzeige und der arbeitstechnischen Erledigung in Form der Niederschlagungsverfügung. Insbesondere die quantitative Erfassung des Zeitablaufs zwischen Rückstandsanzeigedatum und Niederschlagung unter Berücksichtigung einer Analyse zeitabschnittsweise erstellter Fälligkeitsdatenaufgliederungen ermöglicht den mit der Vollstreckung beauftragten Dienstkräften, den Behördenleitungen und den Rechnungshöfen eine mit geringem Aufwand durchzuführende Einschätzung der sachgerechten Steuerung der Verfahrensabläufe in der steuerlichen / öffentlich-rechtlichen Vollstreckung.

### Information
Haushaltsrechtlich kommt der Erfassung der in einer Haushaltsperiode durchgeführten Niederschlagungen unter Berücksichtigung des Gebotes der Haushaltswahrheit und Haushaltsklarheit
Informationsfunktion zu, da die Durchführung der Niederschlagung der Landes- und der Bundesregierung sowie den kontrollbefugten parlamentarischen Gremien einschließlich der Landesrechnungshöfe und des Bundesrechnungshofes sowohl Erfüllung/Nichterfüllung der gesetzlichen Aufgaben als auch die Einbringlichkeit der öffentlich-rechtlichen Forderungen signalisiert.